# Festuca triflora
Festuca triflora är en gräsart som beskrevs av René Louiche Desfontaines. Festuca triflora ingår i släktet svinglar, och familjen gräs. Inga underarter finns listade i Catalogue of Life.